# Holcencyrtus dennoi
Holcencyrtus dennoi är en stekelart som beskrevs av Gordh och Trjapitzin 1980. Holcencyrtus dennoi ingår i släktet Holcencyrtus och familjen sköldlussteklar. Inga underarter finns listade i Catalogue of Life.